# Parlamentswahl in Turkmenistan 2004

Sitzverteilung in der Versammlung von Turkmenistan nach der Wahl 2004: 50 Abgeordnete der Demokratischen Partei Turkmenistans

Die Parlamentswahl in Turkmenistan 2004 fand am 19. Dezember 2004 statt, Stichwahlen in einigen Wahlbezirken wurden am 9. Januar 2005 abgehalten. Gewählt wurden die 50 Abgeordneten im turkmenischen Parlament, der Versammlung von Turkmenistan.

## Hintergrund
Bei der vorangegangenen Parlamentswahl im Dezember 1999 hatte die Demokratische Partei Turkmenistans (DPT) unter der Führung des autoritär regierenden Präsidenten Saparmyrat Nyýazow bei einer offiziellen Wahlbeteiligung von 98,9 % alle 50 Sitze im turkmenischen Parlament für sich gewinnen können. Auch zur Parlamentswahl im Jahr 2004 war ausschließlich die Partei des langjährigen Präsidenten zugelassen, Oppositionskandidaten konnten bei der Wahl nicht antreten. Die DPT nominierte für die Parlamentswahl 131 Kandidaten in 50 Wahlkreisen. Für die Gültigkeit der Wahl war eine Wahlbeteiligung von mindestens 50 % vorgeschrieben, bei Wahlergebnissen ohne einen Kandidaten mit einer absoluten Mehrheit der Stimmen musste eine Stichwahl zwischen den beiden erstplatzierten Kandidaten organisiert werden.

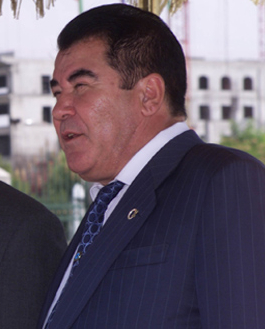
Vorsitzender der DPT und bis zu seinem Tod Staatspräsident: Saparmyrat Nyýazow

## Ergebnis
Das Ergebnis galt bereits im Vorfeld als erwartbar, sodass der erneuten Wahl von 50 Abgeordneten der Demokratischen Partei nur symbolische Bedeutung zukam. In sieben der 50 Wahlbezirke wurde am 9. Januar 2005 eine Stichwahl abgehalten, in den übrigen 43 erreichte ein Kandidat bereits im ersten Wahlgang die nötige absolute Mehrheit. Alle 50 Abgeordneten des neu zusammengesetzten Parlaments waren ethnische Turkmenen, die bedeutenden Minderheiten im Land wurden nicht repräsentiert. Für eine Überraschung sorgte lediglich der starke Rückgang der Wahlbeteiligung, die mit 76,88 % angegeben wurde. Neben dieser offiziellen Angabe gibt es Schätzungen, die basierend auf der Beobachtung leerer Wahllokale von einer deutlich niedrigeren Wahlbeteiligung ausgingen.

## Bewertung
Ausländische Wahlbeobachter waren während der Parlamentswahl nicht zugelassen. Beobachtern der Organisation für Sicherheit und Zusammenarbeit in Europa wurde ein Visum verweigert, sodass diese der Wahl fernbleiben mussten. Nationale Behörden gaben nach der Wahl bekannt, diese habe in Einklang mit nationalem Recht und demokratischen Verfahrensweisen stattgefunden. Im Ausland wurde die Wahl weder als frei noch als fair eingestuft und ihr eine rein symbolhafte Funktion zur Stärkung des Machthaber Nyyazow eingeräumt.